# Allodia
Parallodia
Genre
Synonymes
- Parallodia Plassmann, 1969

Allodia est un genre d'insectes diptères de la famille des Mycetophilidae.

## Classification
Le genre Allodia a été créé en 1863 par l'entomologiste allemand Johannes Winnertz (1800-1890),,.
Ce genre est classé dans la tribu des Exechiini Enderlein, 1936 et dans la sous-famille des Mycetophilinae Newman, 1834 depuis la déclaration de Valentine Bouju (d) et al. en 2021,.
Ce genre a une répartition cosmopolite.

### Fossiles
Selon Paleobiology Database en 2023, cinq collections de fossiles sont déjà référencées, soit une du Miocène en Éthiopie, trois de l'Oligocène en France et une de l'Éocène en Russie, c'est-à-dire la plus vieille. Donc la présence de ce genre est attestée depuis le Priabonien ou Éocène supérieur, l'âge du plus ancien fossile étant d'environ 33,9 Ma.

## Liste d'espèces
Selon IRMNG les espèces référencées sont les suivantes :
- A. aculeata Zaitzev, 1984
- A. acutaria Johannsen, 1912
- A. adunca Zaitzev, 1992
- A. alternans (Zetterstedt, 1838)
- A. anglofennica Edwards, 1921
- A. angulata (Lundstrom, 1913)
- A. angustilobata Zaitzev, 1984
- A. barbata (Lundstrom, 1909)
- A. bohemica Sevcik, 2004
- A. californiensis Zaitzev, 1984
- A. cincta Van Duzee, 1928
- A. conspicua Zaitzev, 1983
- A. czernyi (Landrock, 1912)
- A. elevata Zaitzev, 1984
- A. embla Hackman, 1971
- A. foliifera (Strobl, 1910)
- A. grata (Meigen, 1830)
- A. hastata Zaitzev, 1992
- A. hirticauda Van Duzee, 1928
- A. huggerti Kjærandsen, 2007
- A. idahoensis Zaitzev, 1984
- A. lugens (Wiedemann, 1817)
- A. lundstroemi Edwards, 1921
- A. neglecta Edwards, 1925
- A. ornaticollis (Meigen, 1818)
- A. penicillata (Lundstrom, 1912)
- A. persolla Plassmann, 1972
- A. pistillata (Lundström, 1911)
- A. prominens Zaitzev, 1983
- A. protenta Lastovka & Matile, 1974
- A. pseudobarbata Zaitzev, 1992
- A. pyxidiiformis Zaitzev, 1983
- A. racemosa Zaitzev, 1992
- A. rara Plassmann, 1977
- A. rindeni Kjærandsen, 2007
- A. septentrionalis Hackman, 1971
- A. silvatica (Landrock, 1912)
- A. simplex Zaitzev, 1983
- A. subelata Malloch, 1923
- A. subpistillata Sevcik, 1999
- A. triangularis (Strobl, 1895)
- A. truncata Edwards, 1921
- A. tuomikoskii Hackman, 1971
- A. unicolor (Lundbeck, 1898)
- A. westerholti Caspers, 1980
- A. zaitzevi Kurina, 1998

## Espèces fossiles
Selon Paleobiology Database en 2023, les espèces fossiles sont au nombre de treize :
- †Allodia antiqua Meunier, 1904
- †Allodia brevicornis Meunier, 1904
- †Allodia clavata Meunier, 1917
- †Allodia eridana Meunier, 1916
- †Allodia extincta Meunier, 1904
- †Allodia fungicola Meunier, 1904
- †Allodia paleoafricana Bouju et al., 2021
- †Allodia pallipes Heer, 1856
- †Allodia procera Meunier, 1904
- †Allodia separata Meunier, 1904
- †Allodia succinea Meunier, 1904
- †Allodia tomentosa Meunier, 1904
- †Allodia winnertzi Meunier, 1922[2]

## Galerie

espèces Allodia vivantes
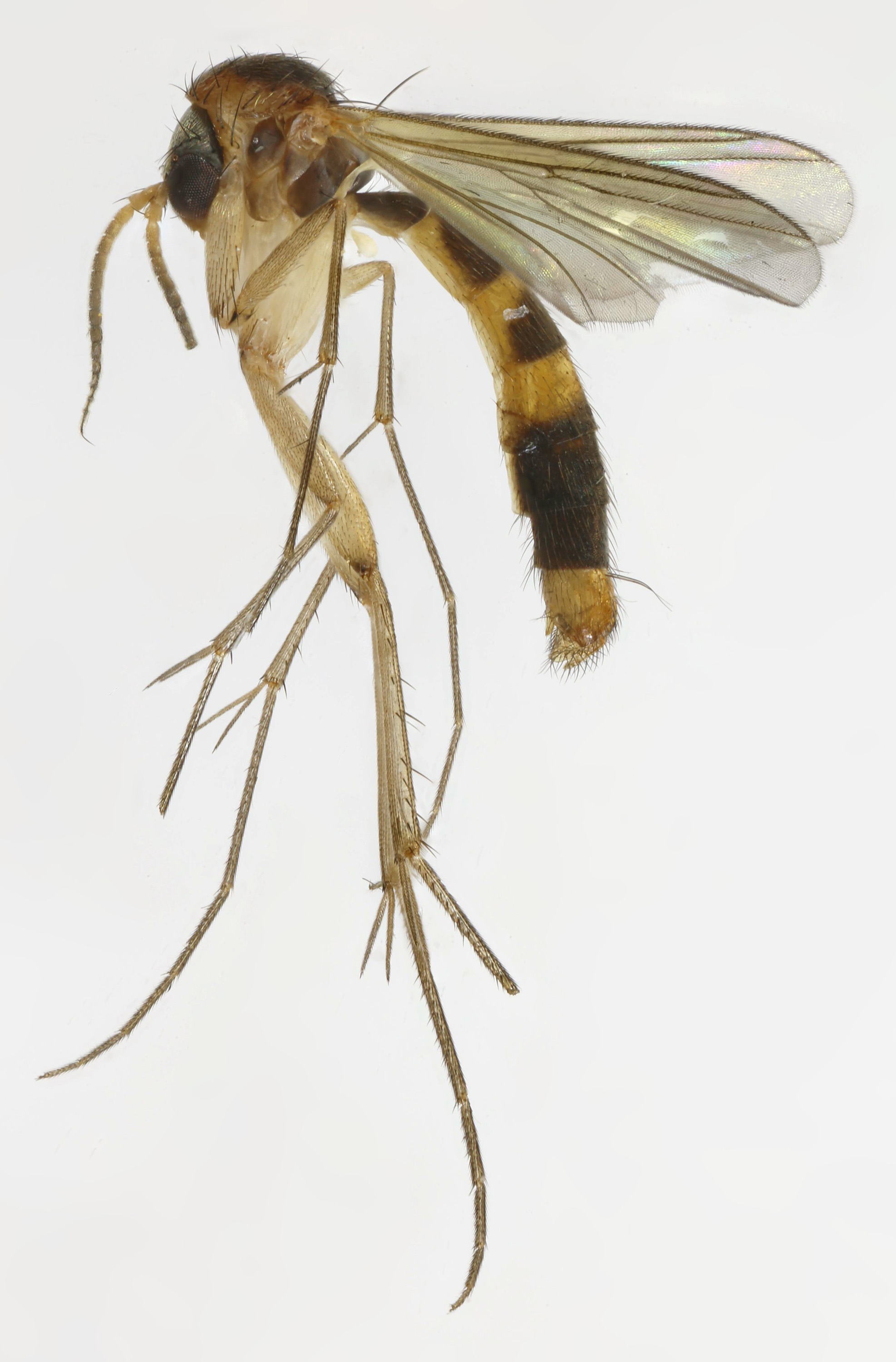
Allodia alternans.
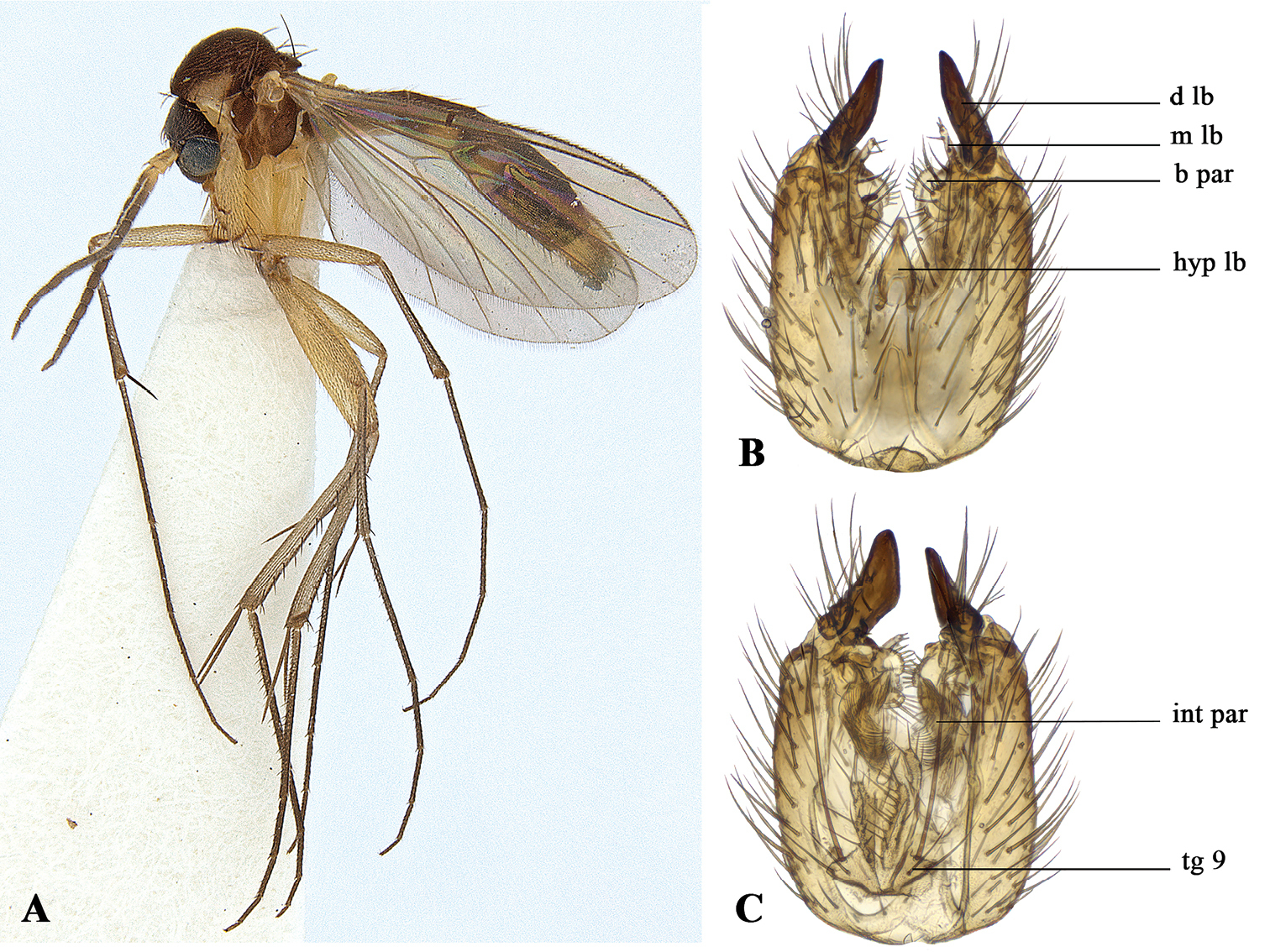
Allodia caligata.
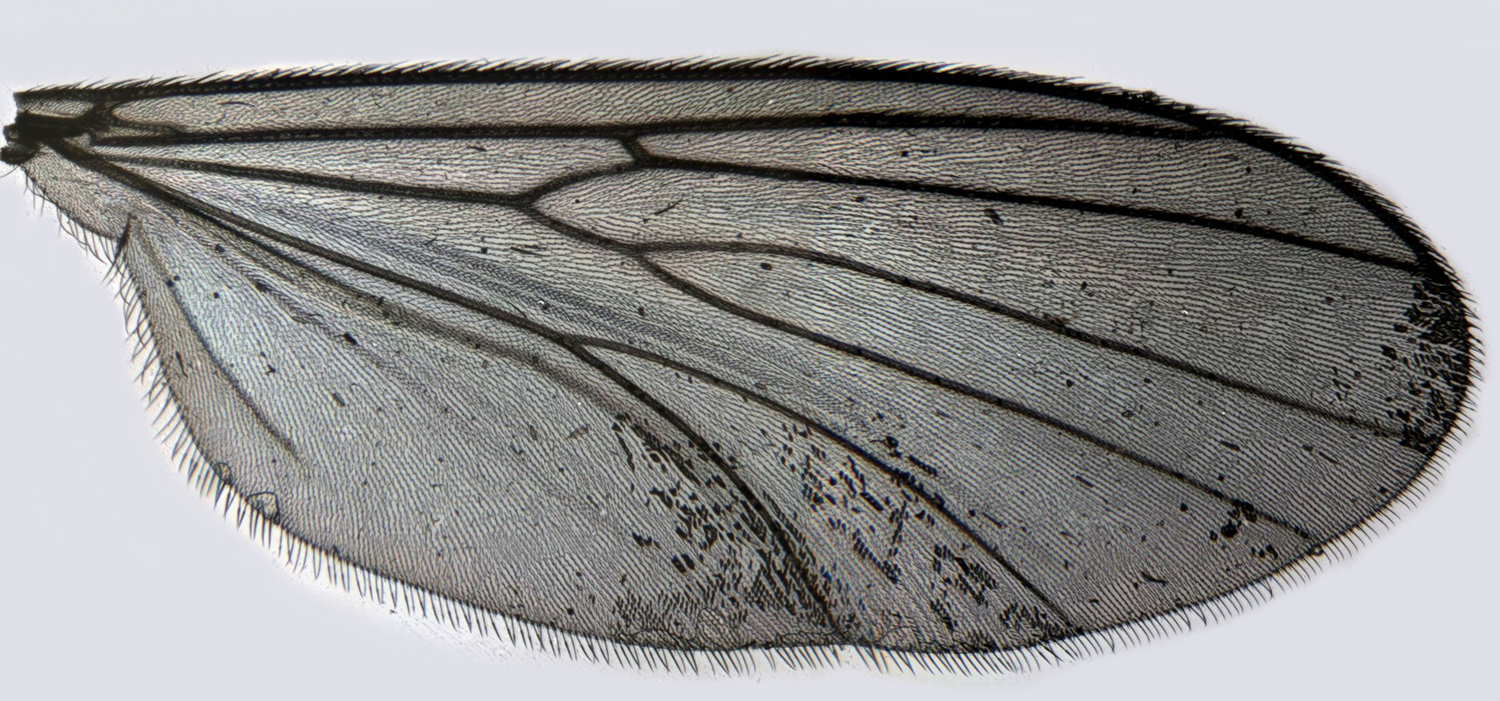
Allodia lugens aîle.
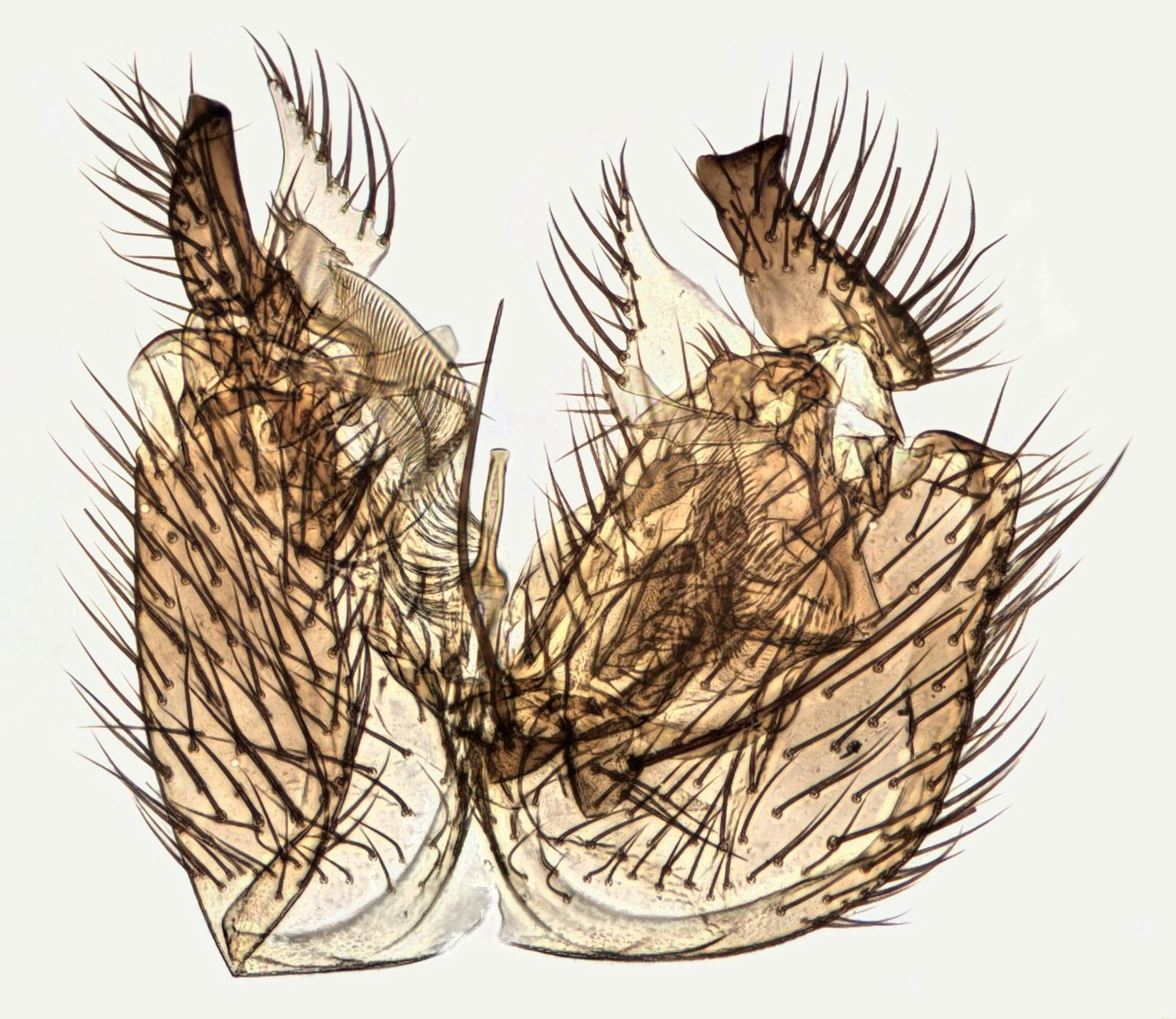
Allodia ornaticollis.
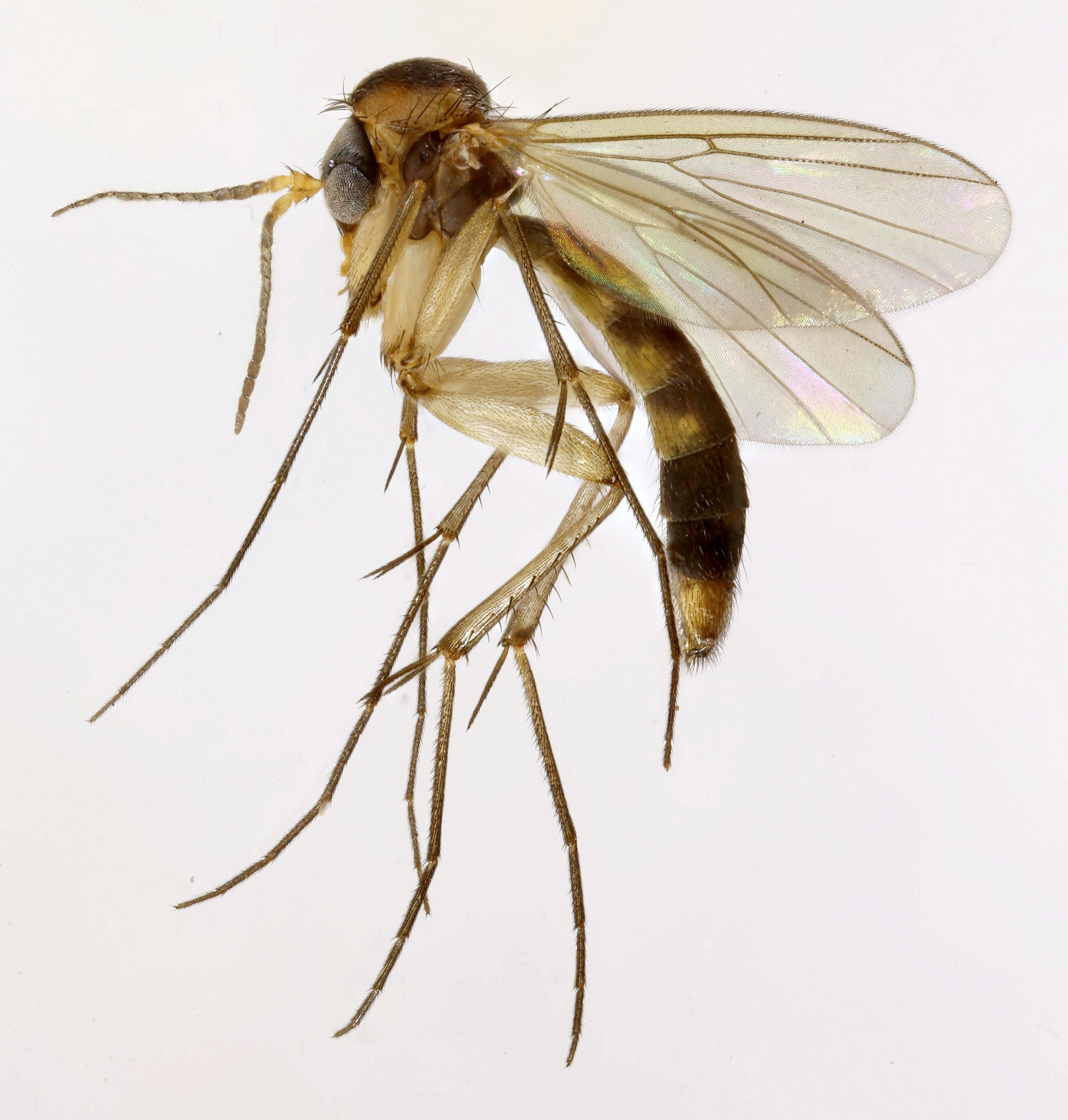
Allodia truncata.
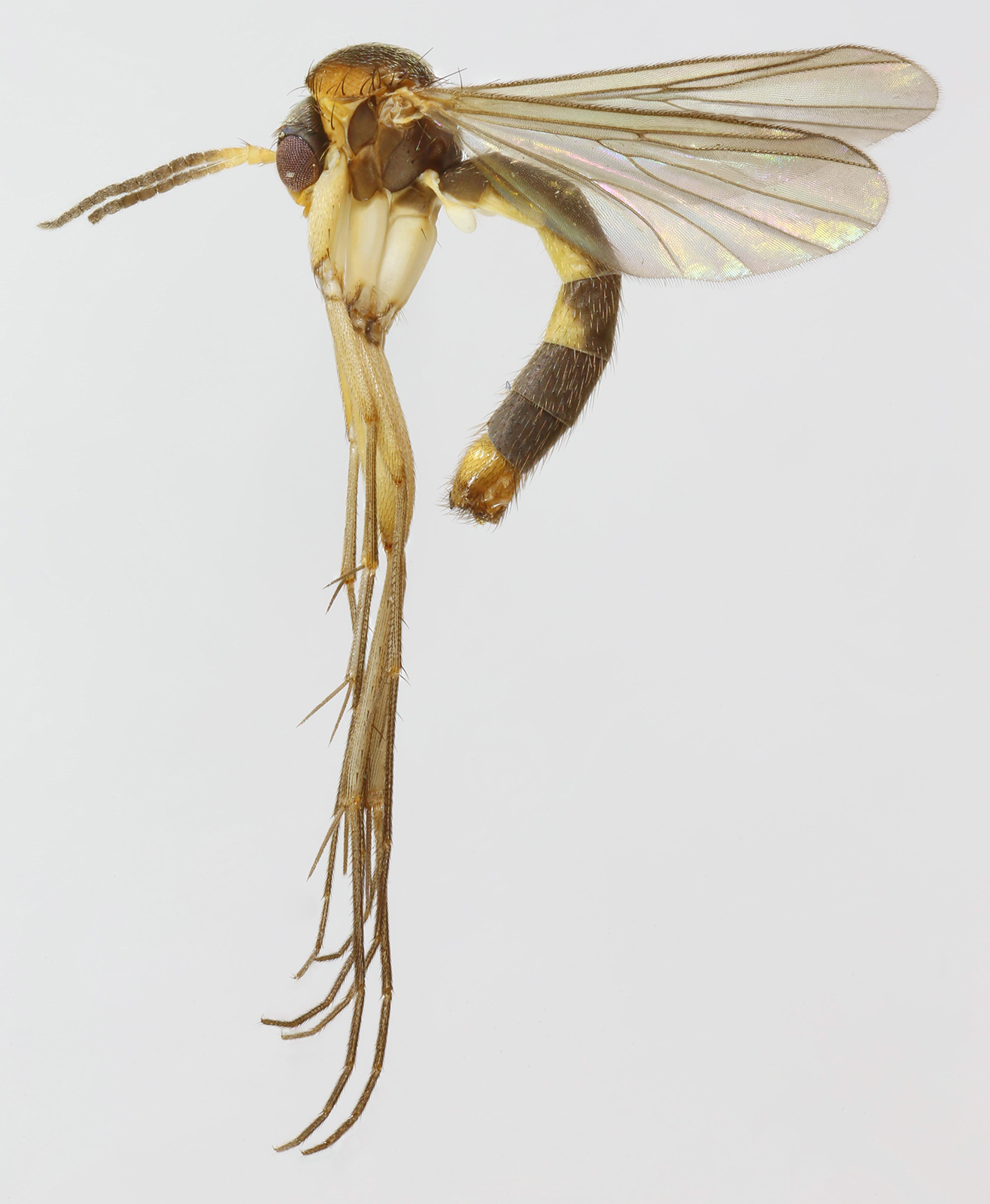
Allodia zaitzevi.

### Publication originale
- [Johannes Winnertz 1863] (de) Johannes Winnertz, « Beitrag zu einer monographie der pilzmücken », Verhandlungen der kaiserlich-königlichen zoologisch-botanischen Gesellschaft in Wien, Vienne, vol. 13,‎ 1863, p. 637-964 (ISSN 1025-4749, OCLC 10663946, DOI 10.5962/BHL.TITLE.9961, lire en ligne). .